# Pachygrapsus transversus
Pachygrapsus transversus is een krabbensoort uit de familie van de Grapsidae. De wetenschappelijke naam van de soort is voor het eerst geldig gepubliceerd in 1850 door Gibbes.